# 阿萊格雷鎮 (智利)

35°40′S 71°45′W / 35.667°S 71.750°W
阿萊格雷鎮（西班牙語：Villa Alegre），是智利的城鎮，位於該國中部馬烏萊大區的利納雷斯省，始建於1891年12月22日，面積189.8平方公里，海拔高度67米，2012年人口14,695人，人口密度每平方公里77人。